# Gbelce
Gbelce este o comună slovacă, aflată în districtul Nové Zámky din regiunea Nitra. Localitatea se află la altitudinea de 133 m deasupra n.m., se întinde pe o suprafață de 26,61 km2 și în 2017 număra 2.170 de locuitori.

## Istoric
Localitatea Gbelce este atestată documentar din 1233.

## Demografie
| An:                | 1994 | 2004   | 2014   | 2024   |
| ------------------ | ---- | ------ | ------ | ------ |
| Număr de persoane: | 2410 | 2259   | 2220   | 2051   |
| Diferență:         |      | −6,26% | −1,72% | −7,61% |

| An:                | 2023 | 2024   |
| ------------------ | ---- | ------ |
| Număr de persoane: | 2067 | 2051   |
| Diferență:         |      | −0,77% |